# Amandine (potatis)

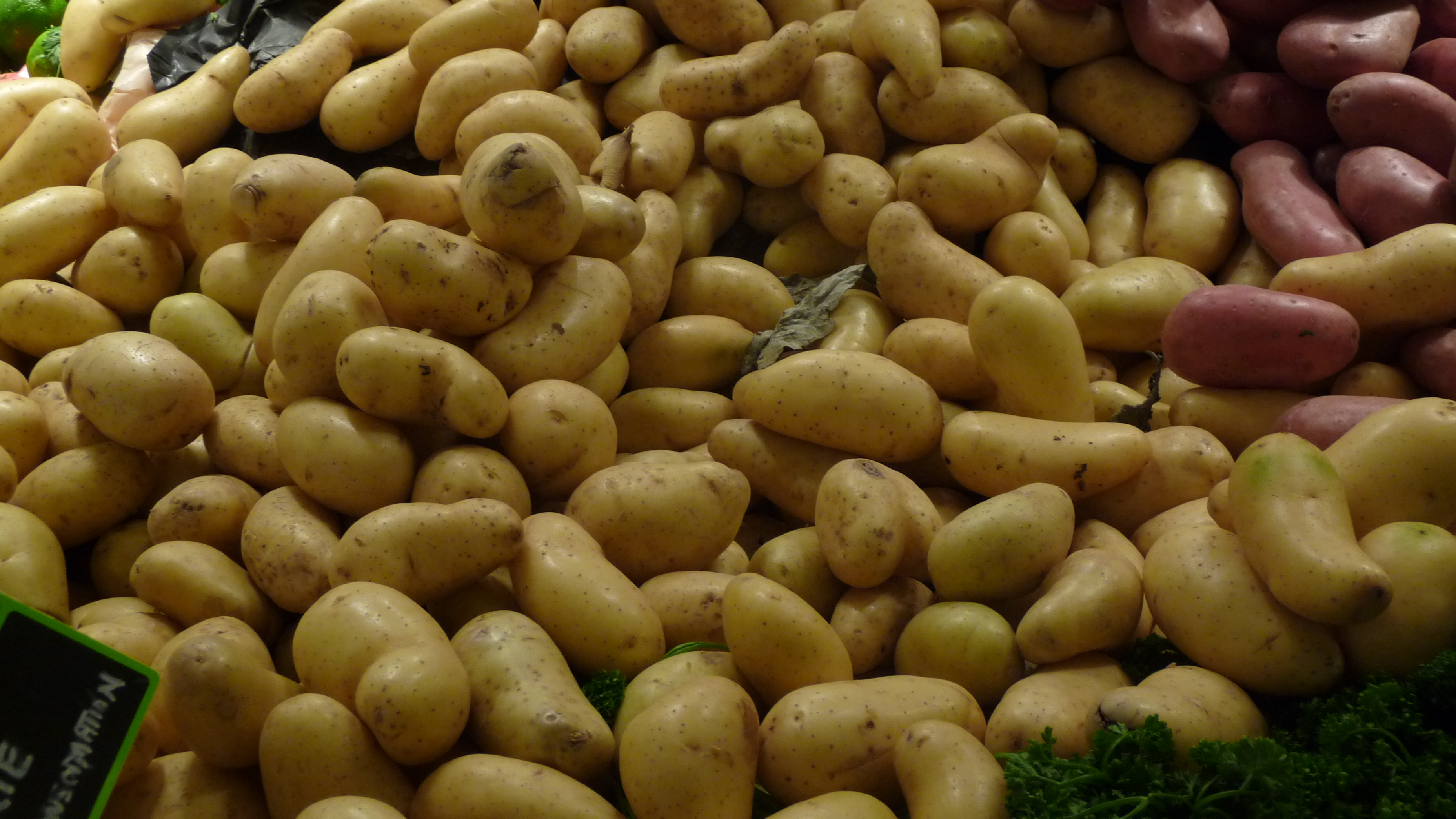
Amandinepotatisar

Amandine är en potatissort framtagen i Bretagne i Frankrike under tidigt 1990-tal, numera odlad även i Sverige. Amandine är resistent mot potatiskräfta men inte nematoder, men kan vara något känsligare för andra svamp- och virussjukdomar. Potatissorten är fast i köttet och jämförelsevis stärkelsefattig.
Amandine utsågs till Årets potatis 2011.